# 익산종합운동장
익산종합운동장(益山綜合運動場, Iksan Sports Complex)은 대한민국 전북특별자치도 익산시에 있는 스포츠 시설이다. 천연잔디 필드와 우레탄 트랙이 갖춰진 경기장이며, 1991년 10월에 준공되었다. '익산공설운동장'이라는 명칭으로 개장했으며, 2018년 6월에 리모델링이 완료되면서 '익산종합운동장'으로 명칭을 변경했다. 그리고 2022년 전북현대모터스 B팀이 K4리그를 참가하면서 홈구장으로 지정되었다.

## 참고 문헌
- 〈익산종합운동장〉. 《두피디아》. 두산.
- 《전국 공공체육 시설 현황 (2017년말 기준)》. 대한민국 문화체육관광부. 2019.
- 《2019년 전국 공공체육시설 현황 (2018년말 기준)》. 대한민국 문화체육관광부. 2020.
- 《2023 전국 공공체육시설 현황 (2022년 12월말 기준)》. 대한민국 문화체육관광부. 2024.

## 같이 보기
- 익산종합운동장 보조경기장